# De Volkskrant
De Volkskrant ([də ˈvɔlkskrɑnt] (del neerlandés: el Diario del Pueblo) es un periódico publicado en los Países Bajos. Con su tirada diaria (lunes a sábados) de 223 774 ejemplares (2014), es el tercer periódico del país, después de De Telegraaf y el Algemeen Dagblad.

## Historia
Fundado en 1919 como un periódico católico, fue un semanario hasta 1921, cuándo se convirtió en un diario. Su crecimiento durante el periodo de entreguerras fue sostenido, convirtiéndose en el segundo periódico católico del país, tras De Maasbode. 
Durante la II Guerra Mundial el diario sufre un declive en la tirada. En 1941, el redactor-jefe, Jan Vesters, es obligado a dimitir por el ocupante alemán, para ser sustituido por un miembro del NSB, el partido pro-nazi neerlandés. Los redactores se niegan a aceptar al nuevo redactor-jefe y el periódico cierra.
Tras la liberación de los Países Bajos, en 1945, el periódico vuelve a reabrir, y aunque sigue conservando en la cabecera el título de "diario católico", poco a poco va abandonando su posición dentro del sistema de pilares y se va convirtiendo en un periódico progresista. El título de "diario católico" desaparecerá de la cabecera en 1965. 
En 1968 empieza una colaboración con Het Parool, un periódico pequeño basado en Ámsterdam; basados en el acuerdo, ambos periódicos deciden compartir talleres. En 1975 se une al grupo Trouw. En 1994 el grupo combinado, llamado Perscombinatie NV, compra la cadena de librerías Meulenhoff, y al año siguiente adquiere el grupo rival DagbladUnie, que publica el Algemeen Dagblad y el NRC Handelsblad.
Actualmente de Volkskrant pertenece al grupo belga De Persgroep, que en los Países Bajos también publica Trouw, Algemeen Dagblad, Het Parool y una serie de títulos regionales. 

## Formato y línea editorial
Desde 2010, de Volkskrant se publica en formato tabloide (42 cm x 29.7 cm), como sus principales rivales. 
Se publica de lunes a sábado (tradicionalmente no hay prensa los domingos en los Países Bajos.
La edición de lunes a viernes se vende en kioscos por 2,25 euros. La edición del sábado cuesta 3,25 euros, e incluye una revista en formato A4, de Volkskrant Magazine.
La línea editorial de de Volkskrant puede calificarse de centro progresista, situada, dentro del Persgroep, entre el Algemeen Dagblad (más conservador) y Trouw (más progresista).

## Enlaces
- Página oficial de De Volkskrant. (en neerlandés)

- Datos: Q284183
- Multimedia: De Volkskrant / Q284183